# Apple Attachment Unit Interface

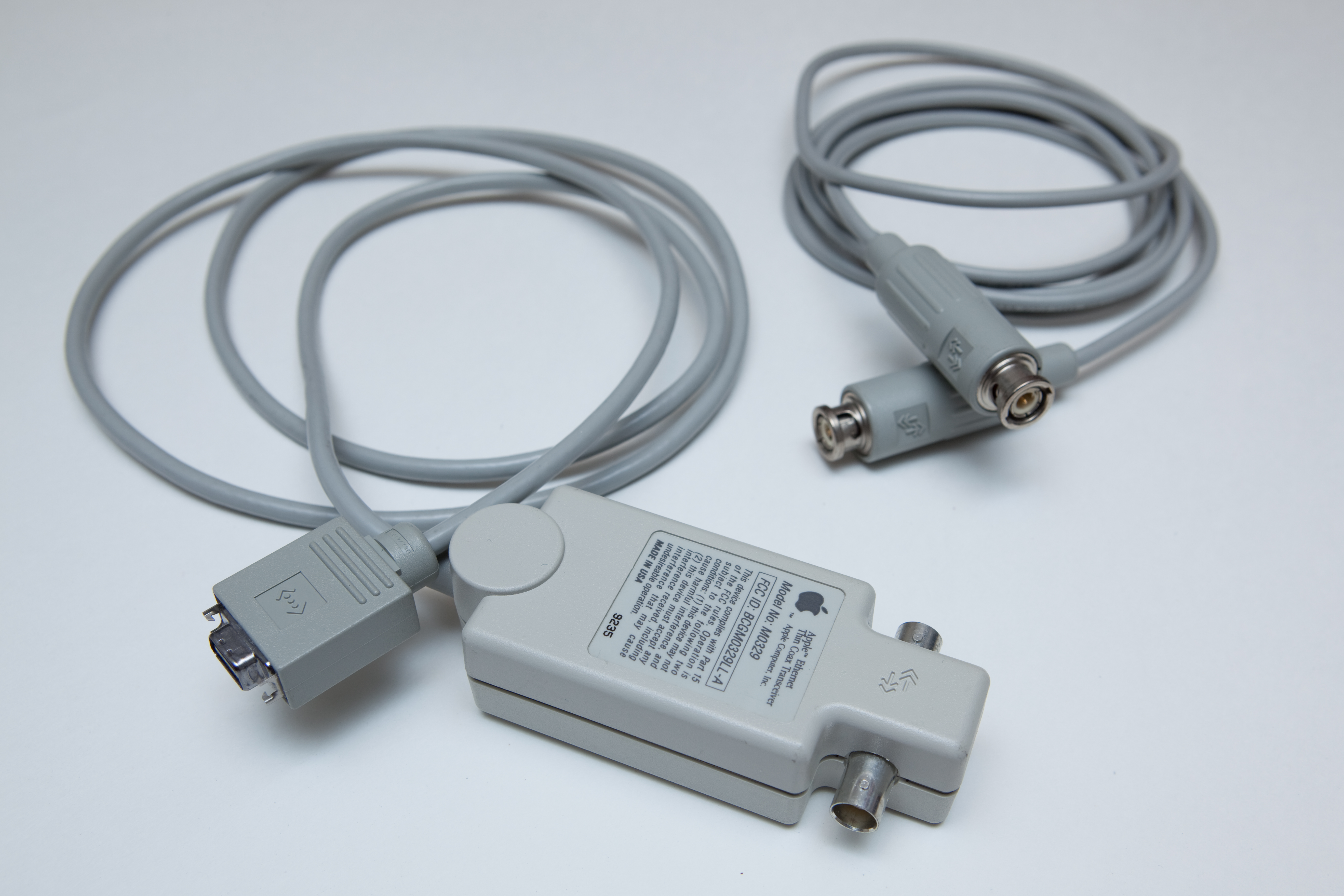
10BASE2 FriendlyNet AAUI-transceiver met kabel

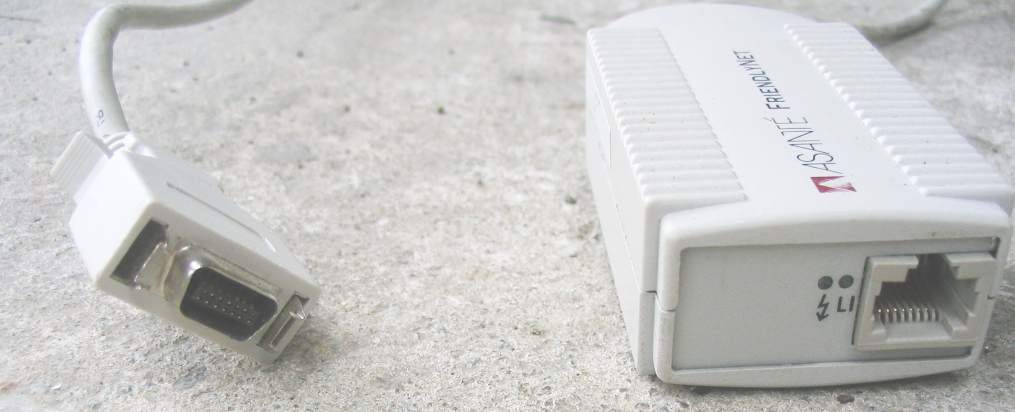
10BASE-T AAUI-transceiver

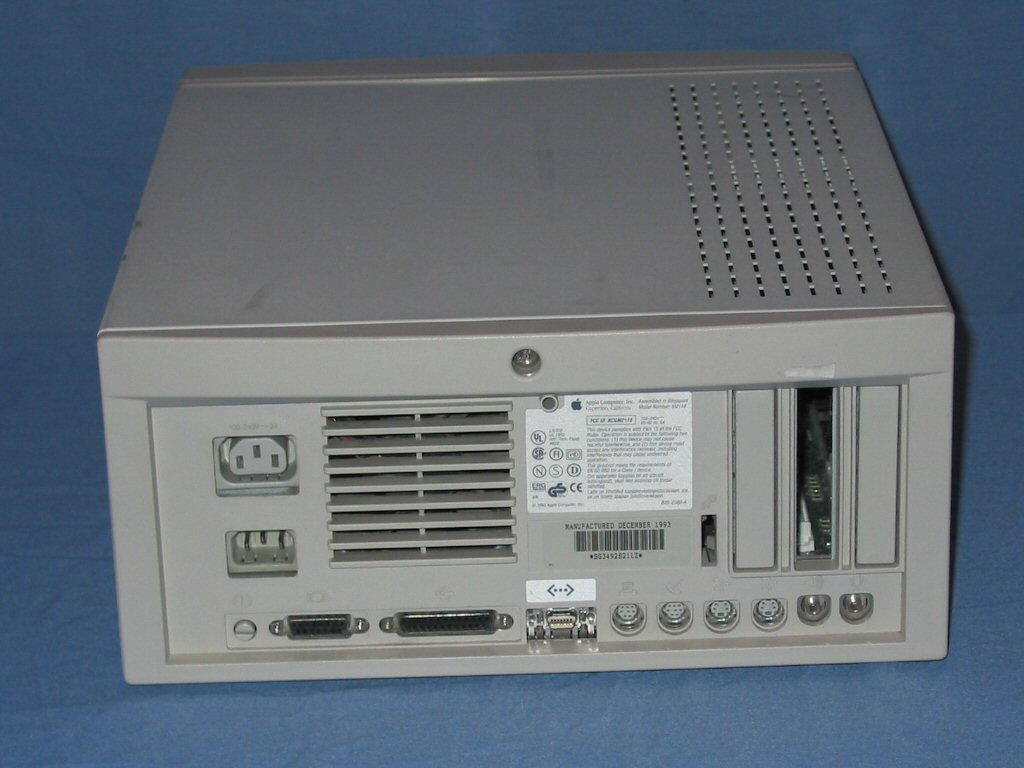
AAUI-connector (onderaan in beeld, derde van links) op een Macintosh Quadra 650

De Apple Attachment Unit Interface (AAUI) is een door Apple ontworpen variant van de standaard Attachment Unit Interface (AUI). AUI werd gebruikt om Ethernet-transceivers op computerapparatuur aan te sluiten en was populair in het tijdperk vóór de opkomst van 10BASE-T-netwerken die begin jaren negentig de dominante netwerktechnologie werden. AAUI was een poging om de connector veel kleiner en gebruiksvriendelijker te maken, hoewel er ook kritiek was op het feit dat de interface Apple-specifiek was.

## FriendlyNet
AAUI maakt deel uit van een systeem van Ethernet-randapparatuur dat bedoeld is om verbinding via Ethernet veel eenvoudiger te maken. Ten tijde van de introductie van AAUI waren Ethernet-netwerken meestal 10BASE2, ook wel thinnet genoemd. Het systeem van Apple heet FriendlyNet. Een FriendlyNet 10BASE2-systeem maakt geen gebruik van BNC T-connectoren of afzonderlijke 50 ohm-terminators. In plaats van een enkele BNC-connector die in een T-connector wordt gestoken, heeft de FriendlyNet-transceiver twee BNC-connectoren, één aan elke kant, waaraan de kabels worden bevestigd.
AUI gebruikt standaard een 15-pins D-subconnector. AAUI had een veel kleinere connector die verwarring zou moeten voorkomen met de 15-pins D-subconnector die Apple gebruikte voor het aansluiten van een computerscherm.
De Macintosh Quadra, Centris, PowerBook 500, Duo Dock II (voor PowerBook Duo) en vroege Power Macintoshes hebben AAUI-poorten, waarvoor externe transceivers nodig zijn. Latere modellen bevatten zowel een AAUI- als een RJ-45-connector om rechtstreeks op een 10BASE-T-netwerk te kunnen aansluiten. Beide connectoren konden gebruikt worden, maar niet tegelijkertijd. AAUI-connectoren zijn ook aanwezig op sommige Processor Direct Slot Ethernet-adapterkaarten die worden gebruikt in Macintosh LC- en Performa-machines. Eind jaren negentig schrapte Apple het systeem, vanaf de beige Power Macintosh G3-serie voorzag Apple zijn computers enkel nog van een RJ-45-aansluiting.

## Voor- en nadelen
Een FriendlyNet-transceiver beëindigt automatisch het netwerk als er aan een van beide kanten een kabel ontbreekt. Bovendien sluiten Apple 10BASE2-kabels het netwerk af als er geen apparaat op is aangesloten. Het aantal fouten dat kon worden gemaakt bij het aansluiten van een thinnet-netwerk werd dus aanzienlijk gereduceerd. Aangezien elk van deze fouten het netwerksegment kon uitschakelen, was dit een aanzienlijke verbetering.
FriendlyNet-apparatuur was echter behoorlijk duur, zelfs AAUI-tranceivers van derden waren niet goedkoop. Hierdoor was een dure investering nodig om computers van Apple, waarvan werd aangekondigd dat ze ingebouwde Ethernet hadden, op Ethernet aan te sluiten. Bovendien was AAUI enkel nuttig bij gebruik in combinatie met 10BASE2. Toen 10BASE-T alomtegenwoordig werd konden de kosten van een externe transceiver nog moeilijk gerechtvaardigd worden. 
Om de kostprijs te drukken maakten AAUI-tranceivers van derden vaak gebruik van standaard 10BASE2-bekabeling, inclusief BNC T-connectoren en terminators. Bovendien kon het mengen van Apple en niet-Apple 10BASE2-apparatuur het netwerk onbetrouwbaar of onbruikbaar maken, wat de toegevoegde waarde van het complexe en gepatenteerde Apple 10BASE2-bekabelingssysteem teniet deed.